# H.C. Ørsteds Vej
H.C. Ørsteds Vej er en gade på Frederiksberg i København. Gaden går fra Åboulevard som forlængelse af Griffenfeldsgade og til Gammel Kongevej, hvor den støder op til Alhambravej. Vejen er opkaldt efter naturvidenskabsmanden Hans Christian Ørsted (1771-1851). Han blev verdenskendt for at opdage elektromagnetismen.

## Historie
Den sydlige del af H.C. Ørsteds Vej blev bygget i 1852. I 1860 åbnede Det Danske Gaskompagni Frederiksbergs første gasværk i gaden. Det lukkede i 1890, da Frederiksberg Gasværk åbnede ved Flintholm nogle kilometer udenfor det voksende byområde.
Henning Wolf, der var Frederiksbergs første bygningsinspektør fra 1858 til 1869, skabte en plan for et kvarter med enfamilieshuse i området. I 1872 resulterede det i en forlængelse af H.C. Ørsteds Vej hele vejen til Ladegårdsåen på grænsen mellem Frederiksberg og Københavns Kommuner, hvor Parcelbroen forbandt gaden med Griffenfeldsgade på Nørrebro. Andre elementer i planen var en forlængelse af Kastanievej til H.C. Ørsteds Vej og etablering af Alhambravej, Uraniavej, Mynstersvej, Svanholmsvej og Forhåbningsholms Allé. De findes stadig i modsætning til Parcelbroen og Ladegårdsåen, sidstnævnte nu rørlagt under Åboulevard.
I 1873 åbnede M.I. Ballins Sønner (fra 1918 Ballin & Hertz), et garveri og fabrikant af lædervarer, en fabrik i nr. 48-50. Virksomheden flyttede til Valby i 1924 og dets bygninger på H.C. Ørsteds Vej blev senere revet ned.
Gaden blev i mange år krydset af Nordbanens og Klampenborgbanens spor, der afgrenede fra Vestbanens spor nær gaden. Overskæringen forsvandt efter åbningen af Boulevardbanen i 1917.

## Kendte bygninger og beboere
Bygningen på hjørnet af H.C. Ørsteds Vej og Kastanievej lagde navn til Johannes Jørgensens tidsskrift Tårnet. Han boede på øverste etage mellem 1891 og 1893.
Den fireetages funktionalistiske bygning i nr. 54 er fra 1934 og blev tegnet af Edvard Thomsen for hans far. Det rummer erhvervslokaler i stueetagen og lejligheder på de øvre etager. Tidligere var der posthus i stueetagen, men det lukkede i 2016.
Åhusene på hjørnet af Åboulevard blev tegnet af Ulrik Plesner og er fra 1936-1938.